# Michael Beyer

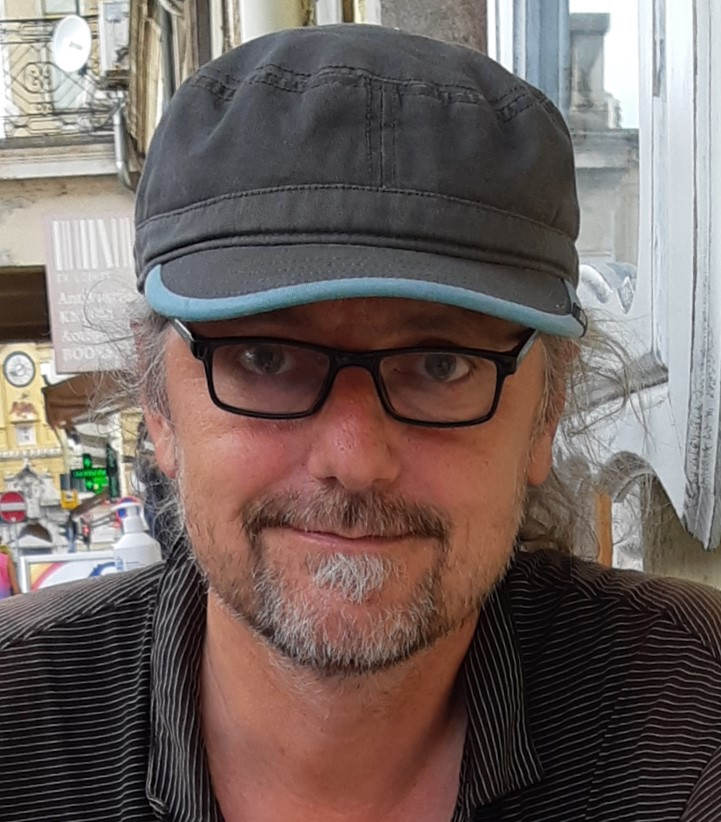

Michael Beyer, alias mic (* 1968 in Berlin-Neukölln) ist ein deutscher Zeichner, Animator, Kinderbuch- und Comiczeichner. Er ist Schöpfer der Comicfigur Papa Dictator.

## Leben und Werk
Michael Beyer studierte Architektur und eignete sich im Selbststudium diverse Programmiersprachen an. Neben dem Zeichnen arbeitete er als Architekt, Programmierer und Spieleentwickler. 2004 gründete er das Label Lololand, unter dem er seither seine Zeichnungen in Bilder, Daumenkinos, Kinderbücher und -spiele sowie Kurzfilme umsetzt und vertreibt. Seine Zeichnungen erscheinen unter seinem Künstlernamen mic und sind geprägt von bunten Tierfiguren, die menschlich agieren. 
Er ist Autor und Zeichner der Comic-Reihe Papa Dictator, die im Jaja Verlag erscheint. Mit der Figur einer humanisierten Zitrone bebilderte Michael Beyer die ComicInvasion 2021 in Berlin, die seit 2018 jährlich im Museum für Kommunikation in Berlin stattfindet. 2023 realisierte er im Berliner Museum für Kommunikation in Form von Augmented Reality eine digitale Robotersuche für Kinder. 

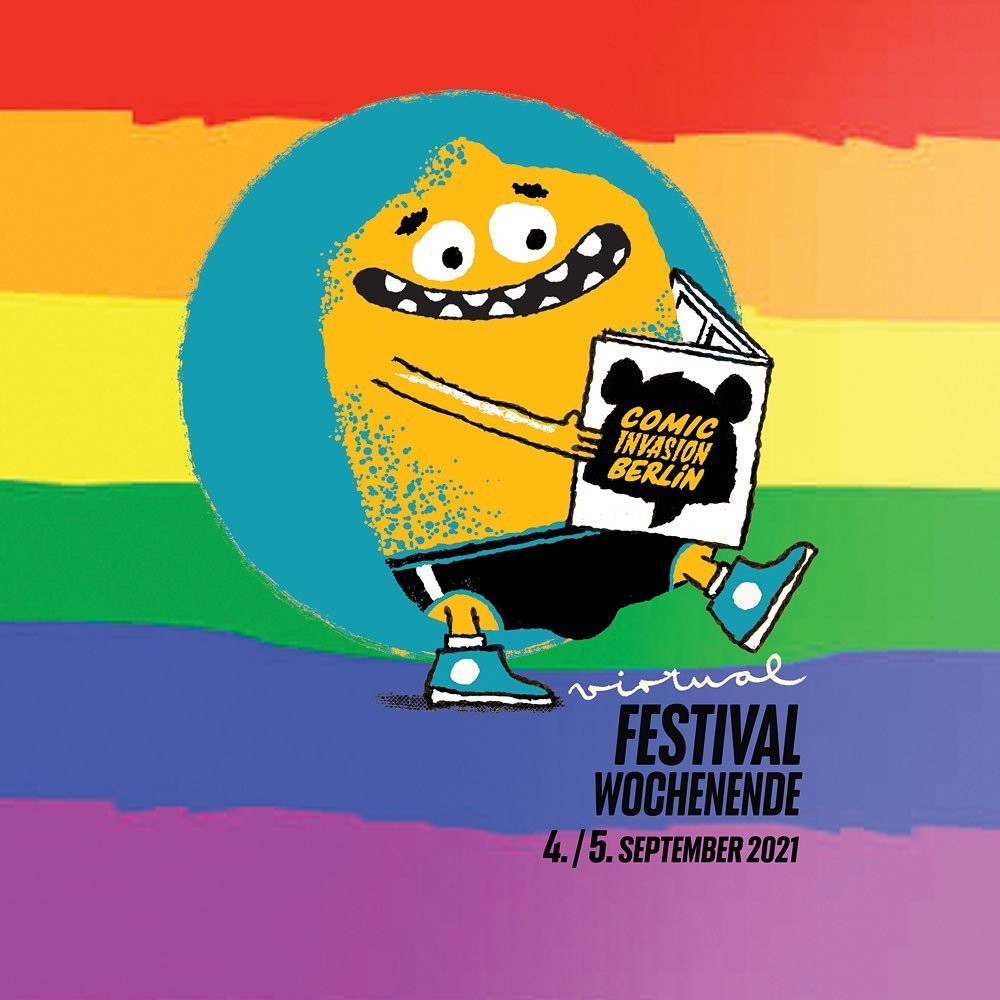
Plakat der Comicinvasion 2021, mit Zeichnung von Mic

Michael Beyer lebt mit seiner Familie in Berlin. Er ist Mitglied der Singer-Songwriter-Band Marmics. Seit 2022 ist er zudem Gitarrist im Orchestre Miniature in the Park (OMP) des Musikers und Comiczeichners Klaus Cornfield.

## Veröffentlichungen
- Berlin ist groß und ich bin klein, LoloLand Books, Berlin 2008, ISBN 978-3-00-028964-4
- Hallo Hamburg, Lololand Books, Berlin 2009, ISBN 978-3-00-028336-9
- Wohin gehen die Pinguine? Lololand Books, Berlin 2011, ISBN 978-3-00-035837-1
- Papa Dictator, Jaja Verlag, Berlin 2013, ISBN 978-3-943417-29-6
- Papa Dictator hat Geburtstag, Jaja Verlag, Berlin 2014, ISBN 978-3-943417-46-3
- Ponyhofbuch mit Jola und Jan, Lololand Verlag, Berlin 2015, ISBN 978-3-943779-16-5
- Papa Dictator will ins Internet, Jaja Verlag, Berlin 2015, ISBN 978-3-943417-68-5
- Papa Dictator kommt auf den Hund, Jaja Verlag, Berlin 2015, ISBN 978-3-943417-85-2
- Papa Dictator Weltherrschaft, Jaja Verlag, Berlin 2016, ISBN 978-3-946642-00-8
- Papa Dictator kriegt Besuch, Jaja Verlag, Berlin 2017, ISBN 978-3-946642-28-2
- Papa Dictator liebt die Bombe, Jaja Verlag, Berlin 2018, ISBN 978-3-946642-45-9
- Papa Dictator hat Frühlingsgefühle, Jaja Verlag, Berlin 2020, ISBN 978-3-946642-83-1
- Die Katze des Diktators, Jaja Verlag, Berlin 2021, ISBN 978-3-948904-10-4
- Papa Dictator will gewinnen, Jaja Verlag, Berlin 2022, ISBN 978-3-948904-43-2

## Rezensionen
- https://blogs.taz.de/comicblog/2020/04/24/springtime-for-dictators/
- https://blog.literaturwelt.de/archiv/mic-papa-dictator/
- https://blogs.taz.de/comicblog/2022/08/29/das-monster-und-wir/
- https://www.tagesspiegel.de/berlin/roboter-in-berlin-eine-digitale-rallye-im-museum-fur-kommunikation-9612227.html
- https://www.radioeins.de/veranstaltungen/tipp/roboter-rallye-im-museum-fuer-kommunikation.html